# دوروتی تایلر-اودام
دوروتی تایلر-اودام (انگلیسی: Dorothy Tyler-Odam; ۱۴ مارس ۱۹۲۰ – ۲۶ سپتامبر ۲۰۱۴) ورزشکار پرش ارتفاع اهل بریتانیا بود.
از افتخارات وی میتوان به کسب مدال نقره پرش ارتفاع در  بازی‌های المپیک تابستانی ۱۹۳۶ و  بازی‌های المپیک تابستانی ۱۹۴۸ اشاره کرد.